# Ortonitrato
L'ortonitrato è un ossoanione tetraedrico (simmetria Td) dell'azoto pentavalente, di formula NO43–, o anche +N(–O–)4.  Fu scoperto nel 1977 e lo si conosce nei suoi due sali incolori di sodio (Na3NO4) e di potassio (K3NO4), nonché nel sale doppio di sodio e potassio Na3K3(NO4)2, del quale è nota anche la struttura cristallina.
L'ortonitrato non va confuso con il perossinitrato NO4–, che differisce per carica e per connettività (O2N–O–O–).

## Struttura
L'atomo di azoto reca su di sé una carica formale positiva (N+), come accade nello ione nitrato, e lega 4 ioni O– con legami semplici; lo ione è tetraedrico con N al centro, ibridato sp3.
Lo ione ortonitrato è precisamente isoelettronico con lo ione ortocarbonato CO44– ed è anche isoelettronico di valenza dell'ortosilicato (SiO44–), dell'ortofosfato (PO43–), del solfato (SO42–) e del perclorato (ClO4–).
L'acido corrispondente sarebbe l'acido ortonitrico H3NO4, analogo formalmente all'acido ortofosforico, ma attualmente H3NO4 non è conosciuto, come pure l'acido ortocarbonico H4CO4.
Da indagini di diffrazione dei raggi X su un cristallo di Na3NO4 si è trovato che la distanza media di legame N–O è pari a 139 pm, che è una distanza notevolmente maggiore di quella analoga nello ione nitrato NO3– (122 pm), dove N è però ibridato sp2 e dove il legame N–O ha molteplicità maggiore di un legame singolo, ma comunque è solo appena più corta del valor medio di un legame singolo N–O (140 pm), cosa che è stata attribuita alla polarità del legame +N−O−.

## Sintesi
Sono stati preparati gli ortonitrati di sodio e di potassio per reazione tra l'ossido del metallo e il suo nitrato:
{\displaystyle {\ce {Na2O + NaNO3 -> Na3NO4}}}
la reazione viene condotta ad alta temperatura (300-340 °C) e a pressioni di diversi GPa per 3 giorni. Una reazione del tutto analoga fornisce l'ortonitrato di potassio. Qui lo ione nitrato NO3– agisce formalmente come acido di Lewis nei confronti dello ione ossido O2–.

## Reazioni
Gli ortonitrati sono estremamente sensibili all'umidità dell'aria e all'anidride carbonica; con l'acqua si idrolizza riformando il nitrato di partenza:
Na3NO4 + H2O → NaNO3 + 2 NaOH
Reagiscono con la CO2 dell'aria formando nitrati e carbonati:
Na3NO4 + CO2 → NaNO3 + Na2CO3
A 500 °C si decompongono a nitriti e ossidi metallici, rilasciando ossigeno:
2 K3NO4 → 2 KNO2 + 2 K2O + O2↑